# 澳大利亚社会主义
澳大利亚社会主义可以追溯到19世纪末。澳大利亚的社会主义观念表现出多种不同形式，包括爱德华·贝拉米式的乌托邦民族主义、澳大利亚工党早期的民主社会主义改良主义选举规划，以及澳大利亚共产党等政党的革命马克思主义思想。